# Mark Goudeau
Mark Goudeau (Phoenix, 1964. szeptember 6. –) amerikai sorozatgyilkos és sorozat-erőszakoló, az ún. Baseline Gyilkos. Egyike azon sorozatgyilkosoknak, akik Phoenix városát terrorizálták 2005–2006-ban.

## Háttere
Goudeau-t kezdetben a Baseline Rapist (A Baseline Erőszakoló) néven emlegette a phoenixi sajtó, amikor a rendőrség bejelentette, hogy egy világos bőrárnyalatú fekete férfi fegyverrel megtámadott és megerőszakolt egy 12 éves lányt a Baseline Road közelében. Goudeau-t később, 2006 tavaszán átkeresztelték a Baseline Gyilkosnak, miután összekapcsolták a környéken történt lőfegyveres gyilkosságokat és rablásokat az erőszakolóval. A bűncselekmények idővel egyre inkább kiszélesedtek, elsősorban Phoenix északi területének középső részeire.
Úgy gondolják, hogy Goudeau 9 elsőfokú gyilkosság (8 nőt és egy férfit is meggyilkolt), továbbá 15 nő és fiatalt lány megerőszakolása, valamint 11 emberrablás bűntettéért felelős. Noha kezdetben nem kapcsolták össze, a nyomozóknak feltűnt, hogy a bűncselekményeknek látszólag nem volt semmi indítékuk, és a gyilkosságok gyakran rendkívül brutálisak voltak. Az elkövető mindig ugyanúgy csapott le: hosszú kabátot, kesztyűt, hosszú parókát és sapkát viselt. Az áldozatokat rendszerint sötétedés után, védtelen helyzetben támadta meg, pl. buszra várva, autómosás vagy fűnyírás közben. A nemi erőszakok áldozatait különféle álruhákban, halloweeni maszkot viselve, valamint hajléktalannak vagy drogosnak álcázva magát támadta meg.
A rendőrség szerint a bűncselekmények helyszínein talált töltényhüvelyek mindegyike ugyanabból a fegyverből származott. A phoenixi rendőrség több ezer órát töltött a környéken való járőrözéssel 2006 nyarán, és több száz beérkező tippet ellenőriztek le. Mivel a lakosság egyre jobban megrémült a bűncselekmények és azok erőszakossága miatt, a rendőrség lakossági gyűlést hívott össze, amelyen ismertették a túlélők által adott személyleírásokat és az elkövetőről elmondott jellemzőket. A frusztráció és a félelem lassan eluralkodott a városon, amikor a plakátok és hirdetőtáblák a Baseline Killer ("A Baseline Gyilkos") néven kezdték emlegetni az elkövetőt. A rendőrség végül 100 000 dolláros nyomravezetői díjat ajánlott fel az információért cserébe, amely elősegítheti a titokzatos sorozatgyilkos elfogását. A rendőrségnek több mint egy évre volt szüksége, mire egy használható gyanúsítottra bukkantak.
Ebben az időben Goudeau feltételesen volt szabadlábon, amelyet kábítószer-birtoklás és testi bántalmazás miatt róttak ki rá. A férfi külső munkát végzett. 2006 augusztusában a feltételes szabadlábra helyezéséért felelős bizottság reagált a rendőrségi felhívásra, és beszámoltak róla a phoenixi Rendőrkapitányság munkacsoportjának, hogy Goudeau több ponton is megfelel a keresett sorozatgyilkos profiljának. A feltételes szabadlábra helyezésért felelős tisztek átkutatták Goudeau házát, és találtak egy símaszkot valamint egy valósághű játékpisztolyt. A rendőrség ezen információk birtokában házkutatási parancsot szerzett Goudeau lakásának átvizsgálására, és további tárgyakat találtak, amelyek a férfit a Baseline Gyilkos által elkövetett bűncselekményekhez kapcsolták.
2006. szeptember 4-n Mark Goudeau-t letartóztatták két phoenixi testvér bántalmazása miatt, amely nyomozást összekapcsolták a Baseline Gyilkos-nyomozással. A nővérek közül az egyikük, aki akkoriban várandós volt, mikor 2005. szeptember 20-án egy phoenixi parkban megtámadták. A begyűjtött DNS minták összekapcsolták Goudeau-t a támadással. 2007. szeptember 7-én Goudeau-t bíróság elé állították és a támadással kapcsolatosan mind a 19 vádpontban bűnösnek találták. 2007. december 14-én a bíró összesen 438 évre ítélte a bántalmazás és a sorozatos nemi erőszakok ügyében.
A gyilkosságok vádjával egy évvel később állt bíróság elé. A tárgyalás végén, 2011. november 30-án a phoenixi bíróság bűnösnek találta a férfi 9 rendbeli szándékos emberölés vádjában, és halálra ítélték.

## Idővonal
- 2005. augusztus 6. – A 48. utca sarkán, Phoenixben a Baseline Road közelében, egy templomtól nem messze Goudeau megtámad 3 tinédzsert, a két lányt szexuálisan bántalmazza.
- 2005. augusztus 14. – A Thomas Road 2425-ön Phoenixben, hajnali 4:10-kor nemi erőszakkal egybekötött rablást követ el.
- 2005. szeptember 8. – Hajnali egy órakor a Mill Avenue 3730 és a Georgia Thompson kereszteződésnél gyilkosság történik.
- 2005. szeptember 20. – Szexuális támadás. Éjszaka hazafelé sétálva egy Phoneixi városi parkból, a Vineyard Road-on Goudeau fegyverrel megtámad két nővért (az egyikük várandós volt ekkor). Goudeau fegyverrel kényszerítette, mielőtt szexuálisan bántalmazta egyiküket, majd kését a terhes lány hasába döfte. Ez volt az az eset, amelyben a helyszínen talált DNS-t összehasonlították a Baseline Gyilkos DNS-ével, ez pedig egy évvel később a férfi letartóztatását eredményezte.
- 2005. szeptember 28. – Rablást követ el a Baseline Road 1425-nél. Aznap éjjel, 21:30-kor a Central Avenue 7202-n egy nemi erőszakkal egybekötött rablást is elkövet.
- 2005. november 3. – Parókát és sapkát húzva bemegy egy boltba, és fegyverrel kirabolja azt. Kevesebb mint 10 perccel később elrabol egy nőt, aki tárgyakat helyez egy adománygyűjtőbe. Szexuálisan bántalmazza a nőt a kocsijában és követeli, hogy adja át az értékeit és húzódjon az ülés sarkába. A nő elmondása szerint halloweeni maszkot és műanyag fekete szemüveget viselt.
- 2005. november 7. – Négy rablás veszi kezdeti. Először egy mexikói étteremben Las Brasasban fegyverrel foszt ki, majd egy Little Ceaser's Pizzéria három vendégét rabolja ki. Ezt megelőzően, közvetlenül a pizzéria előtt is kifoszt négy embert az utcán. Állítólag összesen 463 dollárt lopott, és miközben elmenekült, mindegyik helyszínen a levegőbe lőtt.
- 2005. december 12. – 15:44-kor gyilkosságot követ el a 40. utcában, Phoenixben. A 39 éves Tina Washington épp egy óvodából tartott hazafelé, ahol dolgozott, mikor a férfi észrevette. Behúzódott egy fal mögé, majd mikor a nő közelebb ért, rászegezte a fegyvert, és fejbe lőtte.
- 2005. december 13. – 16:00-kor kirabol egy nőt a South Mountain Avenue 700-ban, Phoenixben.
- 2006. február 20. – 19:38-kor agyonlövi az autójukban vacsorázó Romelia Vargast és a 34 éves Mirna Palma-Romant. a 91. sugárút és a Lower Buckeye Roadon. Kezdetben a rendőrség nem kapcsolta ezt a bűncselekményt a Baseline Gyilkoshoz, és úgy vélték, a kettős gyilkosság kábítószerekkel függ össze. A kettős gyilkosságot a rendőrség hivatalosan 2006 júliusában kötötte össze a keresett sorozatgyilkossal.
- 2006. március 15. – 21:00-kor kettős gyilkosság történik a belvárosban, a 24. utcában. A 20 éves Liliana Sanchez-Cabrera-t holtan találták egy gyorsétterem parkolójában, míg Chao Chou holttestét mintegy egy mérfölddel arrébb találták meg. Mindkét áldozatot fejbe lőtték.
- 2006. március 29. – Egy holttestet találnak az Északi 24. utcában. Egy helyi üzletember vérnyomokat talált néhány útszéli kavicson. A rendőrség semmilyen használható nyomra nem bukkant. Egy héttel később a borzasztó szagok alapján megtalálták Kristin Nicole Gibbons oszlásnak indult holttestét. A nőt fejbe lőtték.
- 2006. május 1. – Phoenixben, a 32. utcában 21:00-kor egy halloweeni maszkot viselő férfi a kocsijában elrabol egy nőt, majd egy fegyverrel szexuálisan bántalmazza. A nőt ugyanannak az étteremnek a környékéről rabolták el, ahol a 2005. november 7-én elkövetett bűncselekmény is történt.
- 2006. május 5. – A Phoenixi rendőrség nyilvánosságra hoz egy 18 bűncselekményt tartalmazó listát, amelyről úgy hiszik, a Baseline Gyilkos bűncselekményei közé tartoznak. 2006. augusztus 2-ára ez a szám 23-ra emelkedett.
- 2006. június 28. – 21:30-kor emberölés történik Thomas Road 2924-en. A 37 éven Carmen Miranda mobiltelefonját egy önkiszolgáló autómosónál találják meg, amely fél háztömbnyire van a május 1-ei és a november 7-i támadások helyszíneitől. A nő testét egy fodrászat mögött, körülbelül 100 méterre az épülettől találják meg. Fejbe lőtték. A támadást egy biztonsági TV is rögzíti. Ez volt az utolsó bűncselekmény, amelyet a Baseline Gyilkosnak tulajdonítanak.

## A nyomozás

### Dokumentumok kiadása
A Phoenixi rendőrség több száz oldalnyi dokumentumot adott ki, amelyek részletesen bemutatták a Baseline Gyilkos utáni nyomozást. Az ABC15 News jelentéséből kiderült, hogy a rendőrség lehetséges gyanúsítottjainak listáján legalább 10 név szerepelt, akiket megvizsgáltak, és ekkora néhányat már kizártak a lehetséges elkövetők közül. Mark Goudeau-ról kevés említést tettek ebben a listában. A dokumentumok kilenc esetről tártak fel információkat, a kettős gyilkosságtól kezdve a szexuális támadásokon és emberrablásokon át. Az új információ rendőrségi jelentéseket és elbeszéléseket tartalmazott, amelyek leírták, hogy a rendőrség hol és kit keresett a nyomozás során. Megvitatták a nyomozást vezető személyeket is; az információk nagy részét azonban idővel megváltoztatták.
A dokumentumok szerint a Baseline Gyilkos egyik támadása során hajléktalannak adva ki magát megtámadott egy bevásárlókocsit toló nőt a 32. utca és a Thomas Road közelében található parkolóban. A kocsijába kényszerítette, és azt mondta neki, végezzen rajta orális szexet, különben megöli. A feljegyzése szerint, azonban a nő harcolt a támadóval. Ebben az esetben a férfi (akiről már ekkor is gyanították, hogy a Baseline Gyilkos lehetett) kesztyűt, maszkot és sötét kabátot viselt, amely egész testét eltakarta. A nyilvántartás szerint a rendőrség részleges tenyérlenyomatot rögzített, valamint elvégeztek DNS-és ballisztikai vizsgálatokat is. De ezek az eredmények eleinte nem voltak túl erősek.

### Hamis vallomások
James Dewayne Mullins volt az egyik gyanúsított, aki azt állította, hogy 2005. szeptember 8-án a ketuckyi rendőrség kihallgatta őt Georgie Thompson meggyilkolásának ügyében. Mullins azt mondta a rendőrségnek, hogy lelőtte Thompsont, miközben megpróbálta őt kirabolni a scottsdale-i sztriptízbár előtt, ahol dolgozott. Thompson holttestét azonban csaknem 10 mérfölddel (kb. 16 km) arrébb találták meg Tempe-ben, az apartmanjában. A rendőrség nem hiszi, hogy másutt ölték volna meg.
Amikor a rendőrség végérvényesen összekapcsolta a gyilkosságot a Baseline Gyilkossal, Mullins megváltoztatta a történetét. Később elmondta a rendőrségnek, hogy a gyilkosság időpontjában nem tartózkodott Arizonában, és tagadta, hogy köze lenne Thompson halálához. A rendőrség kijelentette, hogy Mullins vallomása és összevissza beszélései csak késleltették a Baseline Gyilkos utáni nyomozást, és elterelte a figyelmüket.

### A bizonyítékok helytelen kezelése
2009 áprilisában a Times Publications közzétett egy történetet, amelyből kiderült, hogy a Phoenixi Rendőrkapitányság birtokában volt a kulcsfontosságú DNS-bizonyíték, amelyet végül Goudeau letartóztatása előtt kilenc hónappal felhasználtak a Baseline Gyilkos ügyében, de nem tudták időben elemezni.

## Gyanúsítottak

### Goudeau letartóztatása mint gyanúsított
2006. szeptember 4-én a Phoenixi rendőrség bejelentette egy férfi letartóztatását egy szexuális bűncselekmény kapcsán, amelyet korábban a Baseline Gyilkoshoz kapcsoltak. A férfit akkor vették őrizetbe, miközben a 28. utca és a Pinchot sugárúton teljesítették az ellenőrzésre vonatkozó parancsot.
A rendőrség a bűncselekmény elkövetése miatt letartóztatta Mark Goudeau-t, egy Phoenixben élő építőmunkást. Goudeau-t 2005. szeptember 20-án elkövetett támadással vádolták meg. A két nő a Phoenixi parkból sétált hazafelé este. Goudeau-t az áldozatokon talált DNS bizonyíték egyezése kapcsolta a támadáshoz. Ezt követően Goudeau-t ezen támadással és a Baseline Gyilkos-nyomozással összefüggő összes gyilkossággal megvádolták, majd a 19 ügyben bíróság elé állították és elítélték.
A tárgyalás során a két nővér vallomást tett arról, hogy Goudeau hirtelen ugrott eléjük, fegyverrel a kezében. A lányokat a közeli bokorba kényszerítette, és utasította őket, hogy vegyék le a ruhájukat. Az áldozatok szerint, Goudeau szexuálisan bántalmazta a fiatalabb lányt, miközben fegyverét az idősebb, terhes lány hasára szegezte. Az ügyészek szerint, Goudeau utasította az áldozatokat, hogy a támadás során ne nézzenek az arcára. Ezután piszkot dörzsölt a nők testére, hogy tönkretegye a hátrahagyott nyálnyomokat, ráadásul kiderült, hogy óvszert viselt az egyik nő megerőszakolása során.
Andrew Thomas, a Maricopa megyei ügyész kijelentette:halálbüntetés kiszabását fogja kérni Goudeau-ra, ha a gyilkossági perben elítélik.
Goudeau felesége, Wendy Carr az Associated Pressnek kijelentette, hogy a rendőrök nem a megfelelő embert tartóztatták le.
Goudeau korábban is ült már börtönben: korábban 13 és fél évet ült börtönben fegyveres rablásért, súlyos testi sértésért és emberrablásért is. A börtönben többek között megtámadott egy női börtönőrt egy súlyzóval.
2006. december 7-én a rendőrség kijelentette, biztosak abban, hogy Goudeau a felelős a rablás-, a nemi erőszak- és gyilkosságsorozatáért is, amelyek 13 hónapon át terrorizálták a várost. Úgy gondolták, hogy Goudeau 9 gyilkosságot követett eggyel többet, mint amennyit eredetileg a Baseline Gyilkosnak tulajdonítottak (Sophia Nunez 2006. április 10-én elkövetett meggyilkolását is idevették). A rendőrség szerint a ballisztikai vizsgálatok, a DNS és a közvetett bizonyítékok is igazolják, hogy Goudeau a Baseline Gyilkos. A tárgyalás során a Közbiztonsági Minisztérium igazságügyi orvosszakértő szakembere elmondta a Maricopa Megyei Legfelsőbb Bíróságnak, hogy az egyik áldozat bal mellén talált DNS gazdája kétségtelenül Goudeau, amelynek 360 billiószor nagyobb a valószínűsége, hogy Goudeau volt az, aki a tetthelyen tartózkodott, semmint valamelyik fekete rokona.
Corwin Townsend, Goudeau akkori ügyvédje rámutatott, hogy az elemzés azonban csak részleges eredménnyel szolgált. A vizsgálatot végző orvos a keresztkérdések során egyetértett abban, hogy Goudeau DNS-e a 13 genetikai minta közül csak háromnak felel meg.
Az ügyészek végül 74 bűncselekménnyel vádolták meg Goudeau-t, többek között 9 rendbeli szándékos emberöléssel, öt rendbeli nemi erőszakkal, három szexuális erőszak kísérlettel, 10 rablási kísérlettel, 3 rendbeli szexuális zaklatással, kilenc rendbeli kiskorúak sérelmére elkövetett szexuális molesztálással, 13 rendbeli súlyos testi sértéssel, valami három rendbeli szabálysértéssel. 2011. október 31-én Mark Goudeau-t összesen 67 bűncselekményvádjában találták bűnösnek, beleértve az összes gyilkosságot, amelyeket a Baseline Gyilkosnak tulajdonítottak. 2011. november 30-án Goudeau-t a bántalmazások és nemi erőszakok ügyében összesen 438 év börtönbüntetésre, a 9 gyilkosságért pedig méreginjekció általi halálra ítélték.
2015 októberében Goudeau új ügyvédet fogadott, és fellebbezést nyújtott be a 9 halálos ítélet ellen.Az új ügyvédje azzal érvelt az Arizonai Legfelsőbb Bíróságon, hogy Goudeau ügyében külön kellett volna tárgyalni a gyilkosságokat a többi ügytől. 2016 júniusában az Arizonai Legfelsőbb Bíróság fenntartotta Goudeau halálbüntetését a 9 gyilkosságban valamint az elmarasztalását a több mint 60 súlyos bűncselekmény miatt.

### A második gyanúsított
2009 júniusában kiszivárgott egy rendőrségi jelentés, amely szerint kihallgattak az ügyben egy második gyanúsítottat a Vargas & Romen Luch teherautó egyik sofőrjét meggyilkolásával kapcsolatban. A férfi Terry Wayne Smith volt, aki megfelelt a Baseline Gyilkos személyleírásának, ráadásul több áldozathoz is közel volt a lakása. Smitht a Baseline gyilkosságok lehetséges segítőjeként tartóztatták le. Smith-nek hosszú, erőszakos bűnlajstroma volt Kaliforniában és Arizonában, beleértve súlyos testi sértéseket, fegyveres rablásokat, ráadásul két gyilkossági ügyben is első számú gyanúsítottként hallgatták ki.
Smith-t nem sokkal a Baseline Gyilkos első támadása előtt engedték ki a börtönből, és néhány nappal Goudeau után tartóztatták le. Smith 4 év börtönbüntetést kapott egyéb bűncselekmények miatt, miután állítólag a letartóztatását megelőző estén fegyverrel fenyegette meg családját.
Rusty Stewart rendőrtiszt 166 oldalas adatot állított össze, amelyek azt sugallják, hogy Smith részt vehetett a Baseline-gyilkosságokban. A rendőrség azonban kijelentette, hogy Smitht kihallgatták és kizárták a gyanúsítottak közül, így már csak azért sem lehetett tettes/vagy tettestárs, mivel Smith az egyik gyilkosság idején börtönben volt.

## Filmfeldolgozás
Az esetről 2009-ben készítettek filmet The Baseline Killer címmel.

## Fordítás
Ez a szócikk részben vagy egészben  a   Mark Goudeau című angol Wikipédia-szócikk ezen változatának fordításán alapul.  Az eredeti cikk szerkesztőit annak laptörténete sorolja fel. Ez a jelzés csupán a megfogalmazás eredetét és a szerzői jogokat jelzi, nem szolgál a cikkben szereplő információk forrásmegjelöléseként.

## Hivatkozás
- http://nol.hu/archivum/archiv-427617-237380